# Shulamitita
La shulamitita és un mineral de la classe dels òxids que pertany al subgrup de la brownmil·lerita. Rep el nom en honor de Shulamit Gross (1 d'octubre de 1923, Grodno, Polònia (ara Belarús) - 19 de setembre de 2012), geòloga, mineralogista i membre emèrit del Servei Geològic d'Israel.

## Característiques
La shulamitita és un òxid de fórmula química Ca₃TiFe³⁺AlO₈. Va ser aprovada com a espècie vàlida per l'Associació Mineralògica Internacional l'any 2011, sent publicada per primera vegada el 2013. Cristal·litza en el sistema ortoròmbic. La seva duresa a l'escala de Mohs es troba entre 6 i 7. És l'anàleg d'alumini de la sharyginita.
Les mostres que van servir per a determinar l'espècie, el que es coneix com a material tipus, es troben conservades a les col·leccions del museu mineralògic de la Universitat Estatal de Sant Petersburg (Rússia), amb el número de catàleg: 1/19465, i a les col·leccions del Museu geològic de Sibèria Central, a Novosibirsk (Rússia), amb el número de catàleg: vii-87/1.

## Formació i jaciments
Va ser descoberta a la conca de l'Hatrurim, al consell regional de Tamar (Districte del Sud, Israel). També ha estat descrita en altres indrets propers dins el mateix districte israelià, així com en altres a Palestina, Hongria, Alemanya, Àustria i Ucraïna.